# Xorides philippinensis
Xorides philippinensis är en stekelart som beskrevs av Baltazar 1961. Xorides philippinensis ingår i släktet Xorides och familjen brokparasitsteklar. Inga underarter finns listade i Catalogue of Life.